# 並木道 (サン＝シメオン農場の道)
『並木道 （サン＝シメオン農場の道）』 （仏: Promenade, route de la ferme Saint-Siméon、英: Walk (Road of the Farm Saint-Siméon)）は、1864年にクロード・モネがサン=シメオンにて描いた作品である。落ち着いた色合いや木々のアーチと奥行きのある道の描き方などはバルビゾン派、特にコローの影響が色濃い作品。

## 概要
ノルマンディーの港町オンフルールとトゥルーヴィルを結ぶ街道沿いに位置するサン=シメオンの農場は、多くの芸術家たちの交流の場となったことで知られる。モネは1864年の5月末からバジールとともにノルマンディーへ滞在した際、このサン=シメオンを拠点としている。
ウィルゲンシュタインのカタログ・レゾネには、サン=シメオンの前の道を描いた５作品が収録されている （w24, 25, 28, 29, 30）。この作品はその中の一つ。モネはバジール宛の書簡ではこのように述懐している。

## 他の作品への影響

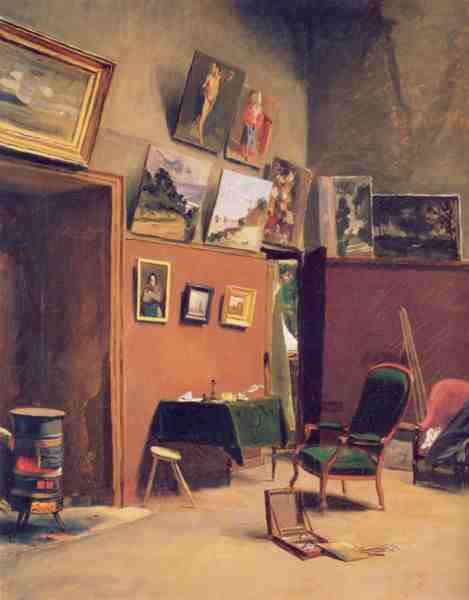
バジール『フュルスタンベール通りのアトリエ』1866年。

『並木道 (サン=シメオン農場の道)』を描いた翌年の1865年からモネはバジールの誘いでパリのアトリエを共有していた。1866年に描かれたバジールの『フュルスタンベール通りのアトリエ』ではモネとアトリエを共にしていたことを示すように、奥の壁に本作品と思われる絵が描き込まれている。

## ヴァリアント
| 画像 | 作品名                          | ウィルデンシュタイン番号 | 制作年 | 寸法(cm)    | 所蔵先                            | 備考 |
| ---- | ------------------------------- | ------------------------ | ------ | ----------- | --------------------------------- | ---- |
|      | サン=シメオン農園の道           | w.24                     | 1864年 | 59 x 80     | 個人蔵                            |      |
|      | 道 (サン=シメオン農園の前)      | w.25                     | 1864年 | 37.0 x 22.0 | 日本テレビ放送網 日本、東京都港区 |      |
|      | サン=シメオン農園の道           | w.28                     | 1864年 | 52.5 x 72.5 | 泉屋博古館 日本、東京都港区       |      |
|      | 並木道 (サン＝シメオン農場の道) | w.29                     | 1864年 | 81.6 x 46.4 | 国立西洋美術館 日本、東京都台東区 |      |
|      | サン=シメオン農園の道           | w.30                     | 1864年 | 91 x 48     | 個人蔵 フランス                   |      |